# ديريك هودجكينسون
ديريك هودجكينسون (بالإنجليزية: Derek Hodgkinson)‏ هو لاعب كرة قدم بريطاني في مركز جناح ‏، ولد في 30 أبريل 1944 في Banwell ‏ في المملكة المتحدة. لعب مع بانغور سيتي وستوكبورت كونتي ومانشستر سيتي.